# Kiriat Șmona
Kiriat Șmona sau Kiryat Shmoná (în ebraică קִרְיַת שְׁמוֹנָה) este un cel mai nordic oraș din Israel, situat în Valea Hula, la 4 kilometri de hotarul cu Libanul. Kiryat Shmona se află în Districtul de Nord al Israelului, în zona cunoscută sub numele de Degetul Galileei (Etzba Hagalil). Este numit în cinstea a opt (opt în ebraică «shmoná» שמונה) apǎrǎtori legendari care au cǎzut în apǎrarea așezǎrii Tel Hai, situatǎ în apropiere de Kiryat Shmoná.
Kiriat Shmoná reprezintă centrul regional pentru așezările din jurul său, din punct de vedere al serviciilor sanitare, industriale, de comerț și afaceri. În 2021 orașul avea o populație de 22.336 locuitori.
În timpul Războiului dintre Israel și Fâșia Gaza din 2023-2024 în urma valurilor de atacuri cu rachete și obuze ale militanților Hezbollah din Liban împotriva nordului Israelului, în semn de solidaritate cu organizația palestineană Hamas din Fâșia Gaza în octombrie 2023, locuitorii orașului au fost evacuați.

## Istorie

### Anii de început

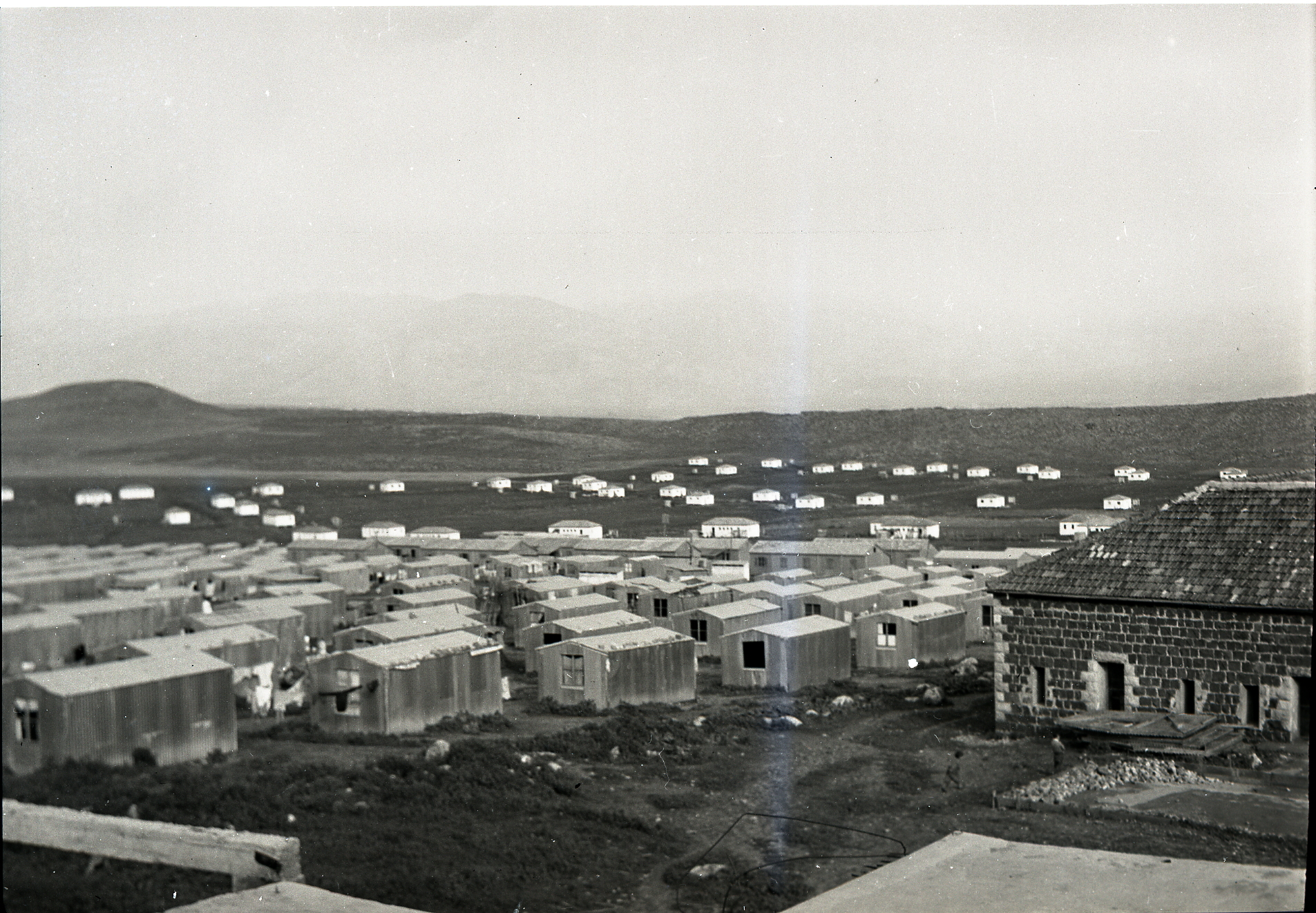
Kiriat Shmona în 1952, fotografie de Beno Rothenberg

Înainte de Războiul arabo-israelian din 1948-1949 a existat aici un sat arab Al Khálǐsa, locuit de beduini din tribul Awarna care sălășluia în Valea Hula.
Războiul a dus la refugierea acestor în Liban.
Kiriat Shmona a fost întemeiat în acest loc în 1949.   
Asezarea a fost înființată ca tabără pentru noi imigranți evrei, fiind numită la început Maabarat Khalisa, apoi Kiriat Iosef (Orașul lui Iosef, קריית יוסף), în onoarea eroului național Iosef Trumpeldor, care a murit în 1920, într-un incident pentru apărarea așezǎrii Tel Hai.
La 14 iulie 1949 primele 14 familii de imigranți evrei din Yemen s-au stabilit în „maabaraua" organizată în preajma caselor părăsite din Khalisa. Până în anii 1970 locuitorii obișnuiau încă să numească locul Khalisa.
S-a prevăzut, inițial, crearea unui sat bazat pe agricultură. În primăvara-vara 1950 numărul locuitorilor a crescut la 218 familii, de asemenea originare din Yemen, care au insistat să primească educație în spiritul religiei iudaice, să aibă o sinagogă și o baie rituală - mikve, și li se aloce terenuri agricole, așa cum li s-a promis. Ele au obținut înlocuirea  directorului taberei cu care nu s-au înțeles și când și-au văzut doleanțele neacceptate, în 1952-1953 o parte din ele au părăsit locul și au întemeiat moșavurile Tenuvot și Shaar Efraim în regiunea Sharon.
La începutul lunii iunie 1950 autoritățile au decis să schimbe numele așezării din Kiriat Yosef în Kiriat Shmona, în memoria celor opt eroi care, conduși de Yosef Trumpeldor, au căzut într-o ciocnire cu beduini  în așezarea Tel Hai. De asemenea,fără consultarea celor 800 de locuitori, s-a decis ca localitatea să devină un orășel.
În octombrie 1950 așezarea număra deja 1.500 locuitori.La sfârșitul anului au fost așezate aici în corturi familii de evrei veniți din România și Ungaria. În 1951 li s-au alăturat imigranți evrei din Irak, India, Iran și din Kurdistanul iranian si cel irakian. Din corturi locuitorii s-au mutat apoi în barăci de lemn sau de tinichea fără electricitate si fără apa curentă. În iulie 1951 populația așezării a ajuns la 4.000 locuitori. 
În iarna grea din 1950/1951 armata israeliană a fost responsabilă de administrarea maabaralei Khalisa, dar a predat-o apoi Consiliului regional al Galileei Superioare. În 1953 Kiriat Shmona a fost declarat  "Consiliu local". Primii trei președinți ai consiliului au fost numiți de autorități, fiind apropiați de partidul de guvernământ Mapai. În vara 1955 a intrat în funcție cel dintâi primar ales, Asher Nizri. Ralentarea imigrației a permis transferarea celor dintâi imigranți din Irak, Iran, și România, în căsuțe familiale nou construite din beton sau prefabricate în cartierele Alef, Beit și Ghimel. O parte din primii locuitori au obținut lângă casă și un teren  de 0,2 hectare în care urmau să crească porumbei (pentru carne), stupuri pentru miere, oi, pomi fructiferi și legume, fiind îndrumați de delegați ai Ministerului Agriculturii.

### Imigrația din Africa de Nord 1954-1956, 1961-1964
În vara 1954 a început marea emigrație a evreilor din Maroc și Tunisia spre Israel. În 1954-1956 o parte din ei au fost aduși direct de pe vapor, mai întâi în moșavurile din jur și apoi de acolo, la Kiriat Shmona. Odată cu accelerarea imigrației noii veniți au fost instalați la început în barăci de tinichea și de plastic,de unde au fost transferați în locuințe permanente. Un nou val de imigranți din Maroc  a venit în 1961-1964.

### Anii 1960-1990

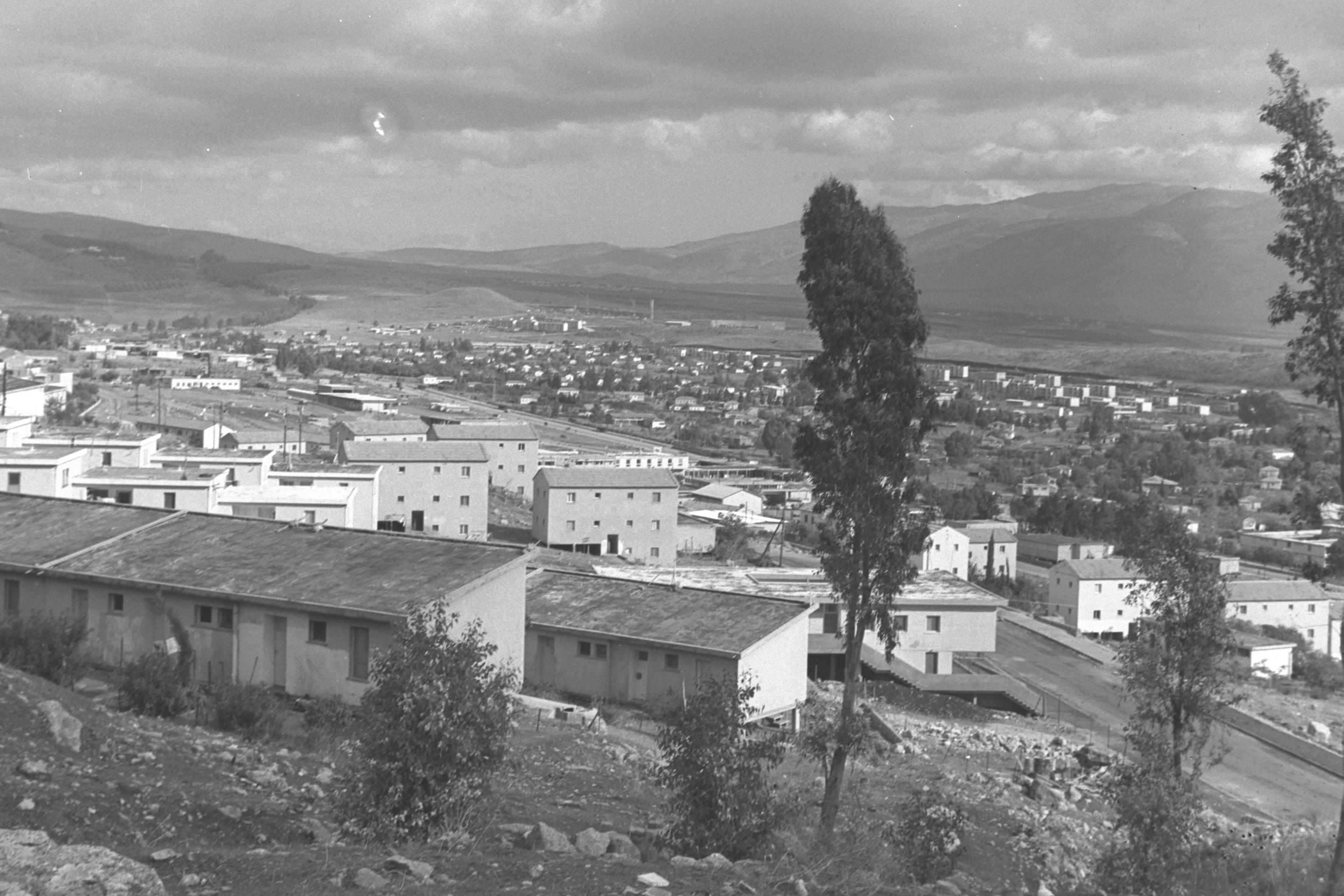
Kiriat Shmona în 1964

La sfârșitul anului 1973 deja locuiau la Kiriat Shmona 15.000 locuitori. S-a sperat că până în 1980 populația să crească la 30.000, dar acest obiectiv nu s-a realizat din cauza emigrației negative. Factorii răspunzători de părăsirea frecventă a localității de către locuitori au fost:depărtarea de centrul țării, ceea ce mărea cheltuielile de producție și descuraja pe întreprinzători și investitorii de capital privat, absența de investiții din partea statului, dependența în decizii de favorurile sindicatelor (Histadrut) legate de guvern și de guvern , lipsa de suprastructură urbană și de servicii suficiente în domeniul învățământului, sănătății și comerțului, o concurență latentă cu alte așezări ale Consiliul regional al Galileei superioare în materie de pământuri, înființarea de întreprinderi, zone comerciale etc., în sfârșit deteriorarea situației securității localității din cauza atacurilor palestiniene de pe teritoriul Libanului. 
În 1958 s-a creat în localitate prima fabrică, în domeniul textil.  
În 1974 Kiriat Shmona a fost declarat oraș. 
Deja la 1 ianuarie 1969 o primă rachetă katiușa trasă de palestinieni  din Liban asupra Kiriat Shmona a ucis două persoane. Mai apoi, în septembrie 1970 Organizația pentru Eliberarea Palestinei,  după  ce a fost izgonită din Iordania, și-a instalat centrul de greutate în Liban fiind în alianță cu forțe islamiste și cu Siria (așa numitele forțe „islamo-progresiste”). Ea s-a organizat la granița cu Israelul într-un teritoriu care a primit denumirea de Fatahland, după numele organizației palestiniene Fatah, condusă de Yasser Arafat.  
Imediata apropiere de granița cu Libanul a făcut din Kiriat Shmona o țintă permanentă pentru atacuri de teroriști palestineni infiltrați din Liban și atacuri de rachete de tip Katiușa și obuze. 
Unul din incidentele cele mai sângeroase s-a petrecut la 11 aprilie 1974 când trei teroriști palestinieni veniți din Liban au pătruns în două case din oraș și au omorât 16 locuitori. Doi soldați israelieni au murit în schimburi de focuri.Un nou atac cu rachete Katiușa a fost lansat de palestinieni în martie 1986, ucigînd atunci o profesoarǎ, rǎnind 3 elevi și un adult. Viața curentă și cea economică a orașului a suferit mult din cauza rachetelor și obuzelor palestiniene, care au produs daune grele.
În aceste împrejurări, în 1978 armata israeliană a pătruns în Liban în cursul Operațiunii Litani, iar în iunie 1982 Israelul a invadat o mare parte din Liban în războiul denumit Pacea Galileei sau Războiul din Liban din 1982 și a izgonit conducerea Organizației pentru Eliberarea Palestinei și o parte din oamenii ei în Tunisia. Cu timpul, locul combatanților palestineni a fost luat în mare parte de o organizație teroristă libaneză - de sorginte islamistă șiită pro-iraniană,  Hezbollah (Partidul lui Dumnezeu), care a devenit la rândul ei un pericol pentru pacea locuitorilor din nordul Israelului.
În anii 1990 Israelul a fost nevoit să lanseze în Liban operațiunile „Plată și răsplată” („Din Veheshbon” - „Accountability Operation”) (iulie 1993) și „Strugurii” sau „Fructele mâniei” („Invey Zaam” - „Grapes of Wrath”) (aprilie 1996). În iulie 1998 Kiryat Shmona a fost bombardată zece zile în șir, apoi, din nou, în decembrie 1998 și mai 2000. 
Problemele securitare au pus piedică dezvoltării orașului și au știrbit și mai mult prestigiul lui, deja scăzut, în ochii publicului.

### Valul de imigranți din fosta Uniune Sovietică - începând din 1990
Imigrația de evrei din fosta Uniune Sovietică în anii 1990 a dus la creșterea populației și a spațiului locativ, precum și unele schimbări în compoziția socială și structura forței politice în localitate.
Populația a crescut de la 15.300 în 1989 la 21.400 în 1990 , inclusiv 3800 noi imigranți.Între 1992-2000 populația s-a mărit cu încă 3000 locuitori.În 1990-2001 bilanțul imigrației în oraș a devenit pozitiv - 12.290 s-au așezat în oraș și 9.075 l-au părăsit.
În 2018 după datele Oficiului Central de Statistică imigranții din ex-URSS au reprezentat 14.6% din locuitori (3.293 din 22.624 locuitori)
Cartierele din oraș au fost construite în josul Munților Naftali. Un cartier nou Skhunat Havradim (Cartierul trandafirilor) s-a construit pe coasta de răsărit a dealului Ghivat Hashkhumit (Dealul trufei), cuprinzând o varietate de clădiri de locuințe, inclusiv case detașate, pentru două familii, vile de tip cottage și blocuri cu 6-7 etaje.
În 1993 a intrat prima dată în consiliul municipal profesorul Michael Nudelman, un reprezentant al listei politice Kidma (Progres) sprijinită de noi imigranți rusofoni. Șomajul ridicat, condiția periferică și pericolul securitar au continuat să producă frustrări mari în rândul populației.

### Începutul secolului al XXI-lea
După retragerea armatei israeliene din sudul Libanului în anul 2000 vreme de câtiva ani la frontieră a domnit o relativă liniște. După răpirea de către Hezbollah a unor soldați israelieni pe Muntele Dov Israelul a declanșat Războiul din Liban din 2006. În cursul acestuia Kiryat Shmona a fost lovit de 1.012 rachete Katiușa trase de Hezbollah din Liban 
Majoritatea locuitorilor au plecat temporar din oraș, iar cei 5000 rămași au stat în adăposturi. 
Războiul a fost urmat apoi de o nouă perioadă de calm, întreruptă odată la câțiva ani de tiruri de rachete de tip katiușa. În acest răstimp s-au construit două noi cartiere Mordot Naftali și Yovalim, au fost mărite mall-urile din localitate, și a crescut numărul pensiunilor și camerelor destinate turiștilor. În 2018 Avishai Shtern a fost a ales primar al orașului, fiind la 33 ani unul din cei mai tineri primari din Israel.

### Războiul dintre Israel și Fâșia Gaza 2023-2024
Odată cu atacuri ale Hezbollah și aliaților săi la frontiera de nord a Israelului, în cursul Războiului Săbiilor de Fier dintre Israel și Fâșia Gaza, guvernul israelian a evacuat Kiryat Shmona și alte zeci de așezări de frontieră din Galileea Superioară. Locuitorii au fost găzduiți, pe socoteala statului, în hosteluri și hoteluri la Ierusalim, Natania și Haifa. Din octombrie 2023 orașul este bombardat adesea cu rachete și obuze dinspre Liban, la început fiind deja lovite direct circa 20 apartamente, patru grădinițe și un liceu, de asemenea fiind avariate sute de vehicole, și suprastructuri ale orașului.
În mai 2024 după datele prezentate de primarul orașului, Avishay Stern, din 24000 locuitori, numai 3000 au rămas în localitate, ceilalți fiind refugiați în restul țării. Tirurile de rachete si drone libaneze asupra orașului s-a intensificat odată cu căderea rachetei lansate de Hezbollah asupra terenului de fotbal din Majd al Shams și cu Operațiunea militară Săgețile Nordului lansată de Israel împotriva Hezbollah pe teritoriul Libanului. În octombrie 2024 doi locuitori au fost omorâți de o rachetă lansată din Liban.

## Stema orașului

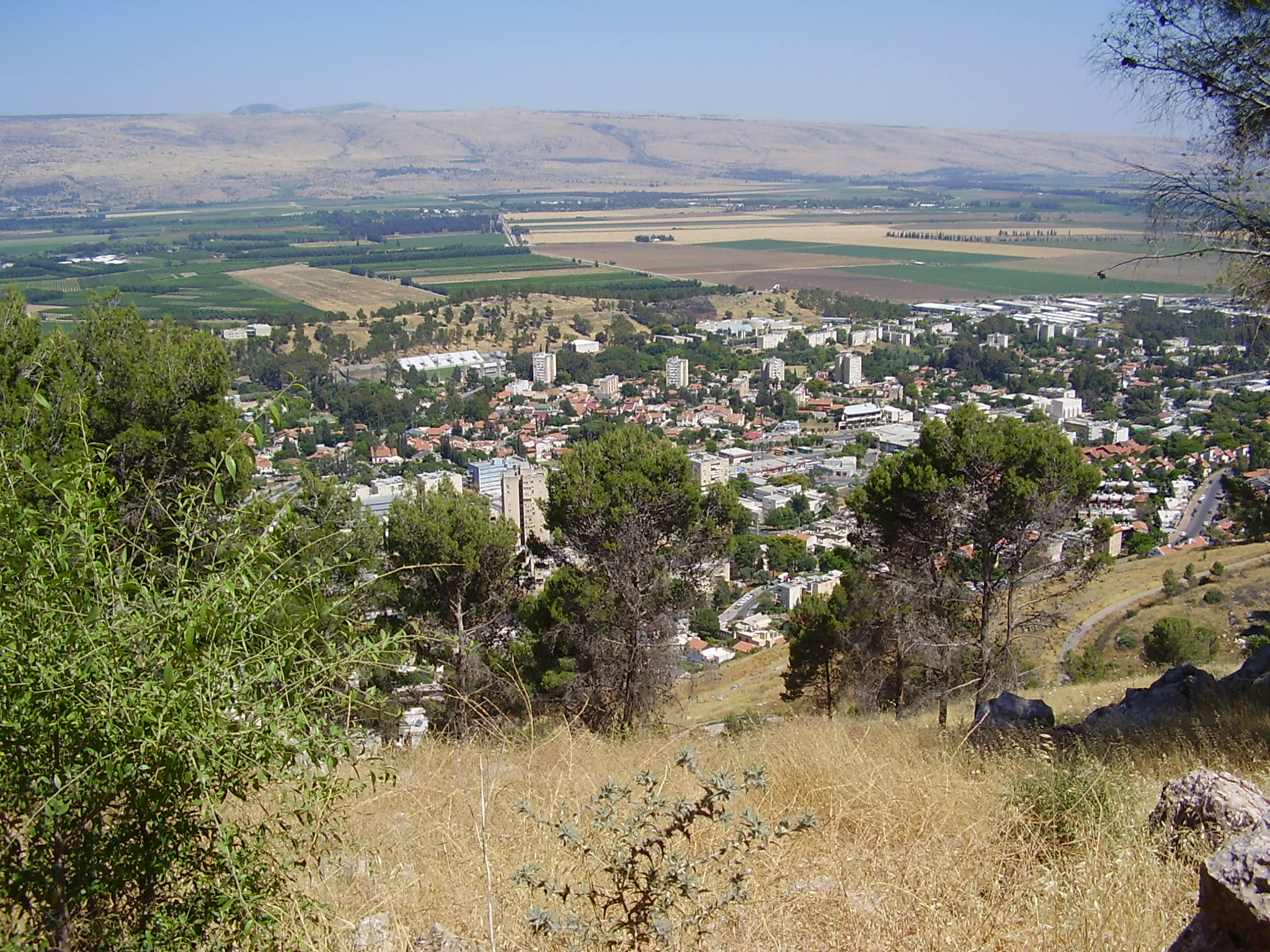
Vedere a orașului de la Observatorul Liran

Stema orașului este alcătuită din mai multe motive:
- statuia leului care rage - simbol al eroismului lui Yosef Trumpeldor și al tovarășilor săi care au căzut la Tel Hay în 1920, de asemenea simbol al tenacitătii și puterii locuitorilor în fața atacurilor dușmanilor

Leul care rage apare și pe stema Consiliului Regional al Galileei superioare.
- Colegiul Tel Hay și Școala Tel Hay din Kiryat Shmona
- roata - simbol al industrializării
- construcții
- soarele urcând pe cer, Muntele Hermon

## Geografia

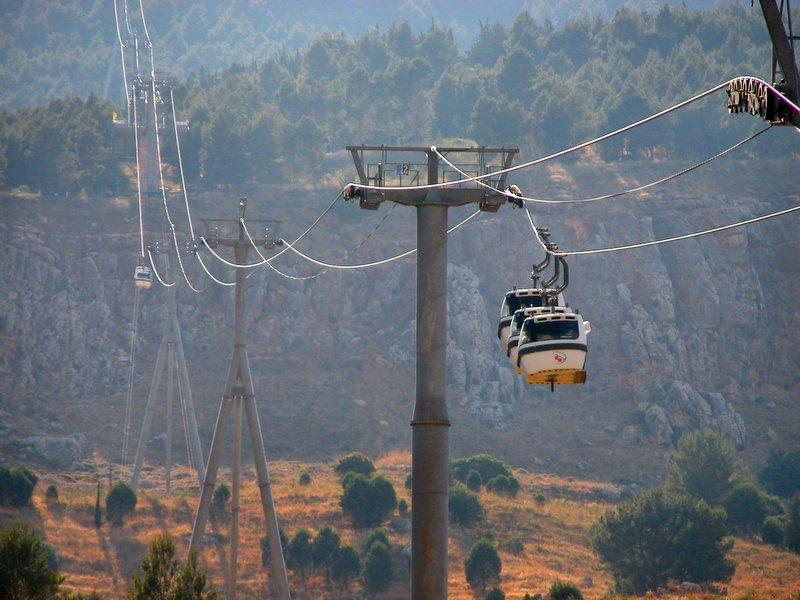
Telefericul pe Muntele Manara

Kiryat Shmona se află în zona Degetului Galileei, în Valea Hula, la 5 kilometri sud si 2 kilometri est de frontiera israelo-libaneza (Linia albastră).
Altitudinea este de 150 metri.  
Orașul este așezat deasupra Faliei Mării Moarte sau a Levantului, și alături de Valea Hula, în Depresiunea Tectonică a Iordanului. Kiryat Shmona este împreuna cu  Tzfat, Beit-Shan, Tveria și Eilat unul din orașele cu riscul cel mai ridicat de cutremur de pământ din Israel.  

### Clima
Temperatura zilnică medie maximă este în lunile iulie-august +35.6° C
iar temperatura zilnică medie minimă este în luna ianuarie +6.2° C.
Precipitațiile maxime cad iarna - 121.1 mm în luna ianuarie, iar în lunile de vară iunie-iulie-august nu cad precipitații.

## Demografia

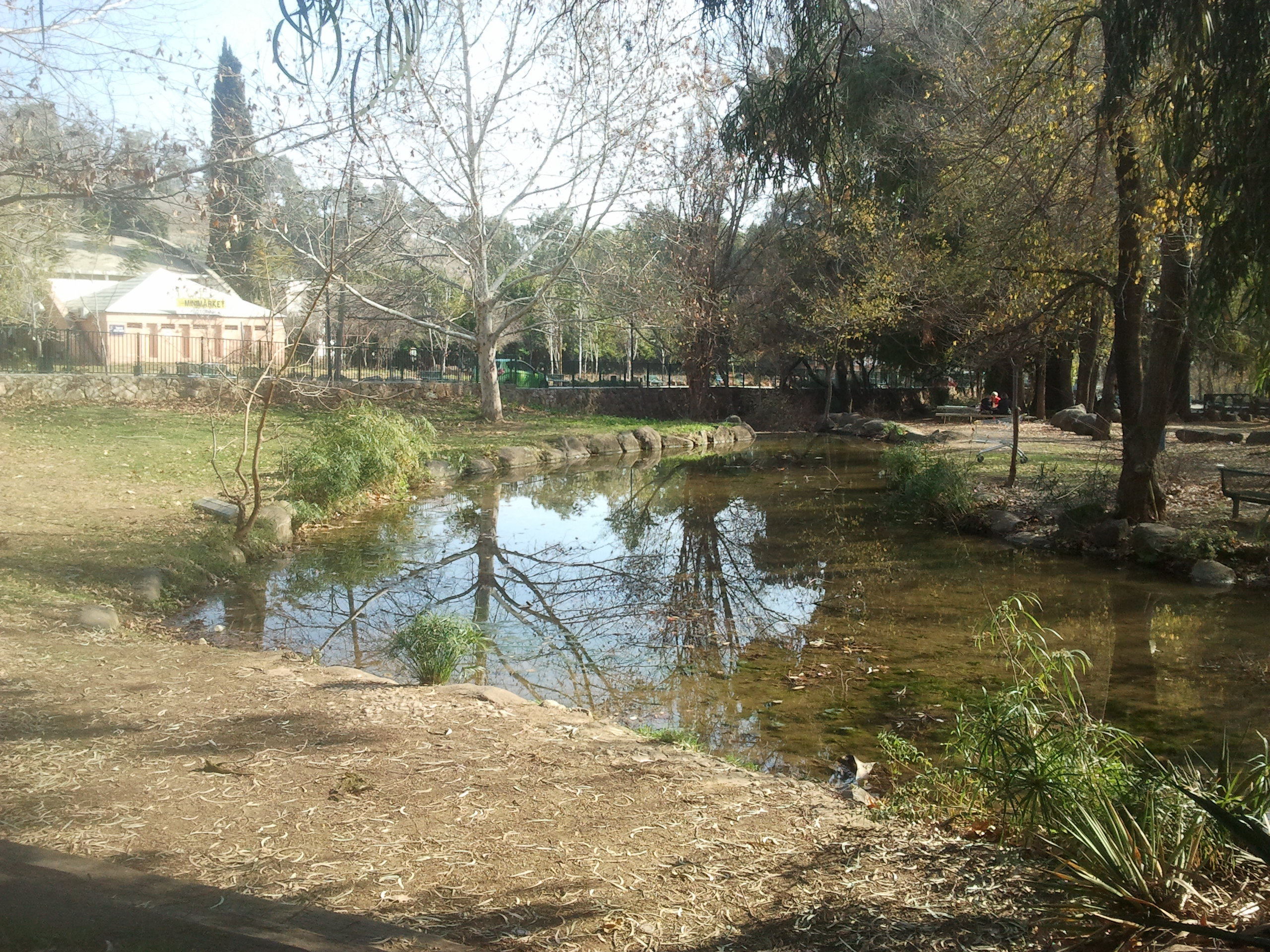
Park Hazahav - Parcul de aur din Kiryat Shmona

Populația a fost în 2001 de 21.500 persoane, din care 10.800 de sex masculin și 10.700 de sex feminin. 
Stratificarea pe vârste a fost următoarea: 
33.5% sub 19 ani, 19.8% între 20-29 ani, 19.3% între 30-44 ani,15.3%  între 45-59 ani, 3.5% inre 60-64 ani, si 8.5% peste 65 ani.
Rata de crestere a populatiei orasului a fost  1/8% în 2001
În 2001 97.9% din locuitori au fost evrei și „alți nearabi”. 
În 2001 imigrația a adus 121 persoane. 
Majoritatea locuitorilor sunt din familii originare din Africa de Nord, Mulți locuitori lucrează în mici industrii locale și în kibuțurile vecine.

## Economia
La începuturile localității locuitorii au lucrat în kibuțurile vecine, ulterior și în munca de împădurire a Munților Naftali, secarea lacului Hula și a mlaștinilor din jur, la săpăturile arheologice de la Tell Hatzor.  
În anul 2000 au trăit în oraș 8.303 salariați și 467 lucrători privați. Bărbații salariați au câștigat în medie 5443 shekeli pe lună, iar femeile - 3065 shekeli pe lună. Venitul mediu al lucrătorilor privați a fost de 67869 shekeli. 564 persoane au primit ajutor de șomaj, iar 1.655 au primit supliment pentru asigurarea de venit.    
Economia este bazată pe ramuri orientate pe servicii, ca de exemplu comunicații, tehnologia informațiilor, electronica , de asemenea agricultura pe terenurile din jur, și turismul, care s-a redus simțitor    în ciuda peisajelor deosebite.
Orașul are două zone industriale: una nordică, lângă șoseaua 99  care duce spre kibuțul Dan, și celalaltă - în sud, lângă intrarea sudică în localitate. In amandoua zonele industriale se aflăa fabrici și ateliere, ateliere de tâmplărie , garaje. Se pot menționa fabrica de ciorapi Lodzia, fabrica de sucuri  Mitzey Hagalil Haelion,  care produce, între altele logo-ul „Cidrul Galileei” (Saider Hagalil) și o fabrica „Neviot” de îmbuteliat apă, întreprinderea Of Hagalil (de produse de carne de pui), întreprinderea Ashlir, Galil Kimikalim,  
La capătul de sud al orașului se află un teleferic spre Manara, care nu estre pus în funcție. Unicul hotel este Casa soldatului Beit Hahayal al Asociației pentru soldați. În oraș sunt și puține camere pentru turisti (numite „zimmer”).

## Învățământul
Mai multe personalități cu chemare pedagogică și simț patriotic au venit pentru o vreme în oraș pentru ajuta copiii și tinerii din localitate. Așa au fost Meshulam Levi care a stimulat educația muzicală, mai ales arta violonistică, ziaristul Itzhak Yaakobi care a încurajat tineri lăsați la vatră după serviciul militar ,să continue studii universitare,
Tzvi Tzameret, director al liceului general din oraș, deputatul din Knesset Lova Eliav care s-a implicat în alfabetizarea femeilor, deputatul din Knesset Yossi Sarid care s-a mutat în oraș cu familia, în anii grei ai bombardamentelor inițiate de Hezbollah în anii 1990,  matematicianul Haim Roz, filosoful prof. Eliezer Shved care a petrecut un an sabatic la Kiryat Shmoná în munca de voluntariat. Medicul prof. Baruch Padè, locuitor al Golanului, s-a dedicat incurajării medicinei  preventive. Psihologul Moli Lahad, locuitor al orașului, s-a consacrat tratamentului anxietății si a predat psihoterapia la Seminarul Tel Hai. Rabinul Tzefania Drori a întemeiat în oraș o ieșivă care îmbină studiile rabinice cu serviciul militar (ieșivat hesder).

## Obiective însemnate și turistice

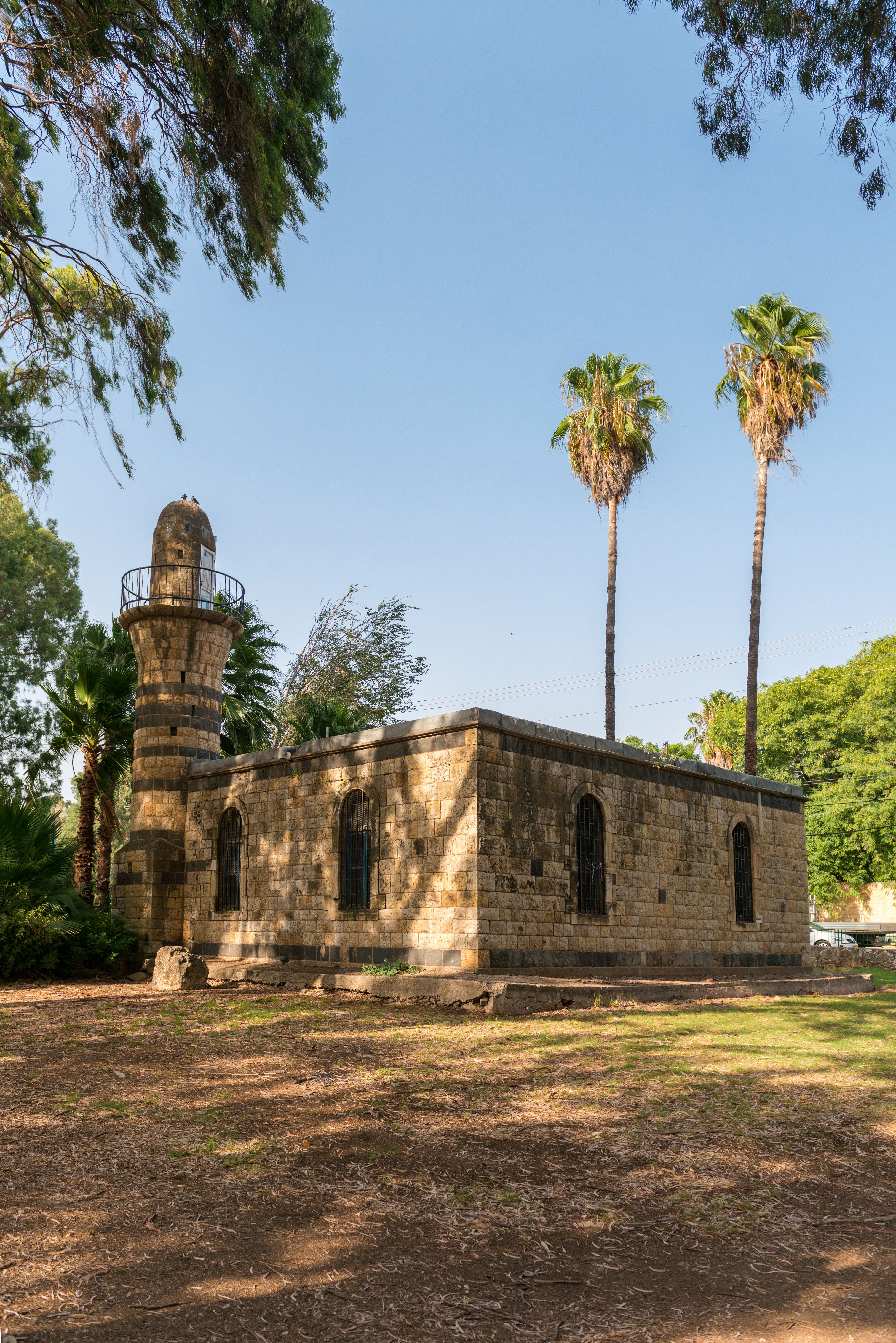
Muzeul de istorie al orașului Kiriat Shmona, în clădirea fostei moschei din Al-Khalisa, azi în incinta „Parcului de aur”

- Parcul de aur - Park Hazahav în inima localității, în partea de est, la poalele Dealului Givat Shkhumit. El se întinde pe o arie de 11 hectare, numit așa după pârâul Nahal Eyn Hazahav care îl străbate.

Exista un proiect de reabilitare a pârâului și a parcului. 
- Păduricea KKL (Hurshat KaKaL) - se afla în sudul orasului , poseda o grădina de jocuri, instalații de fitness,  spații cu vegetație
- Muzeul de istorie a orașului - în clădirea abandonată a moscheei satului Al Khalissa,  care a fost construită de Kamil Effendi la sfârșitul epocii otomane în 1906. În prezent ea se află în Parcul de aur.În 1948 clădirea moscheei s-a degradat. După 1968, fiind renovată, a găzduit vreme de douăzeci ani Tribunalul municipal. În 1988 s-a decis transformarea locului în muzeu.
- Școala pentru copiii de beduini - clădire din piatră aflată în centrul orașului. A fost construită în 1936 de britanici, împreună cu  încă o clădire, pentru a concilia populația arabă nemulțumită. Cele două cladiri au găzduit o școală pentru copiii de beduini din Al Khalassa, precum și o școală agricolă.  Școala agricolă s-a construit în sudul orașului, în zona pepinierei de flori a KKL și a fost dărâmată în anii 1980. Și israelienii au folosit școala beduinilor pentru școala elementară numită Beit Hinukh, Ulterior a servit drept bibliotecă  orășenească, apoi a fost club tehnic, apoi cuib al cercetașilor. A fost abandonată în anii 1970
- Hanul (Beit Hakhan) - a fost casa lui Kamil Effendi, moșier proprietar a numeroase pamanturi in Galileea și în satul Al Khalissa.

Cladirea a fost zidită în 1906 și a fost abandonată în 1948. A servit multi ani ca locuinte și scoala și magazin, destinate noilor imigranți.
În 1982 a fost restaurată în urma unei donatii a evreilor din San Francisco. În prezent este sediul unui centru regional al artelor, din rețeaua de cămine culturale. 
- Moara de făină - ruinele morii se afla in sudul Parcului de aur. Ea a fost construită de familia arabă Hassin, oameni înstăriți din satul Hunein și a funcționat până în 1948,.era una din cele două mori din zonă. A fost conservată datorită vegetației care a acoperit-o.

*Clădirea Poliției a fost construită  în 1939 de regimul mandatar britanic, in urma izbucnirii Revoltei arabe din acei ani. În 1948 a fost preluat de forțele evreiești Palmah pentru a oferi servicii publice - polițienesti, poștale etc. In prezent servește drept sediul al poliției locale.

## Orașe înfrățite

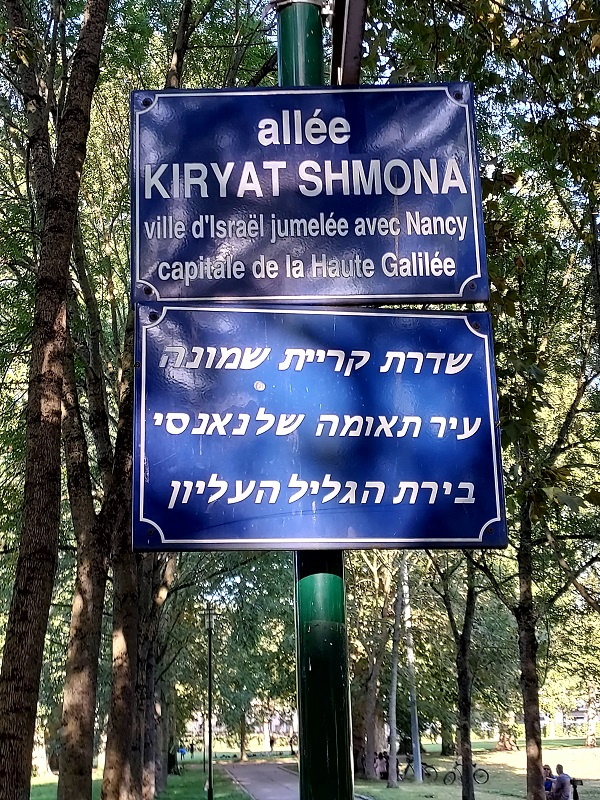
Aleea Kiryat Shmona în Parc de la Pépinière din Nancy

- Hampstead, Quebec, Canada (1978)
- Nancy, Franța (1984)
- Rishon Letzion, Israel (2006)
- Memmingen, Germania (2009)

## Lecturi suplimentare

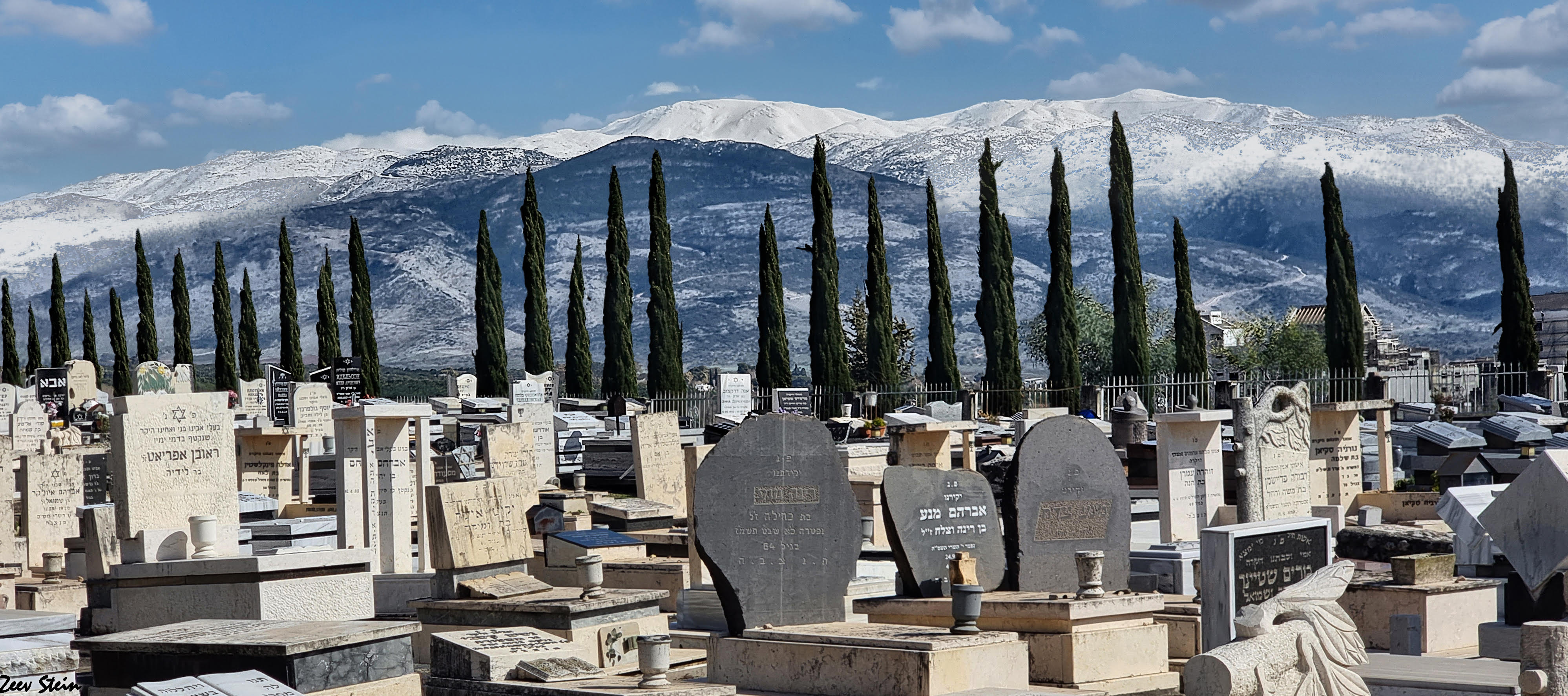
Cimitirul din Kiryat Shmona

## Note

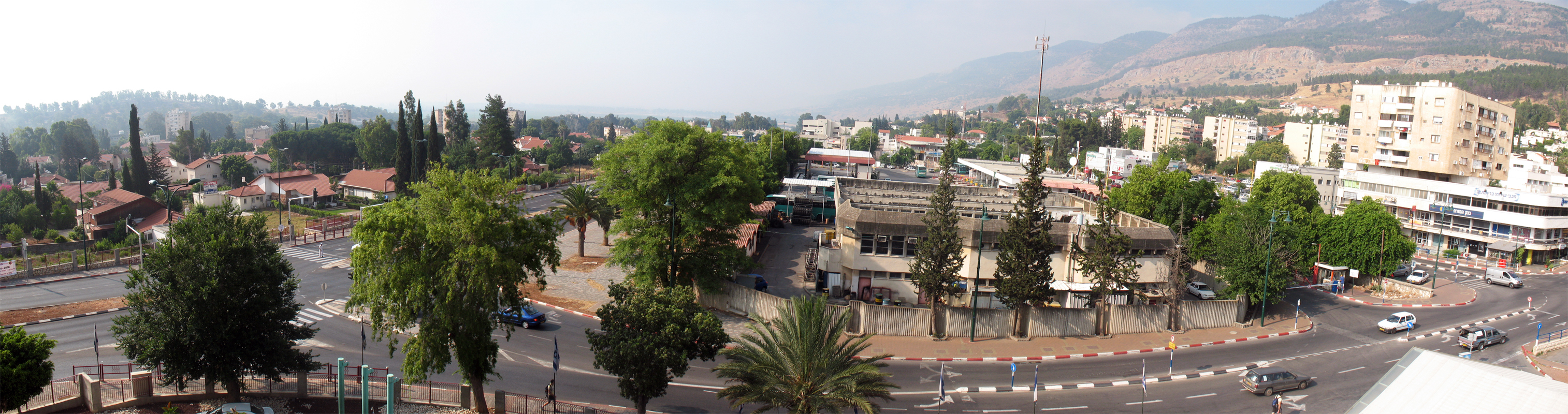
Vedere dinspre Casa Soldatului: centrul localității Kiryat Shmona cu Autogara centrală